# Carnage
Carnage var et svensk dødsmetal-band, som blev dannet i 1988 af Michael Amott og Johan Liiva. Gruppen begyndte oprindeligt som et grindcoreband, men skiftede hurtigt stil til dødsmetal, og nåede at udgive et album, inden de i 1991 gik i opløsning. Trods Carnages korte karriere havde de stor indflydelse på etableringen af den svenske dødsmetal scene. Efter opløsningen dannede medlemmerne senere Dismember og Arch Enemy.

## Diskografi
- 1989: The Day Man Lost (demo)
- 1989: Live in Stockholm (EP)
- 1989: Infestation of Evil (demo)
- 1990: Dark Recollections

## Medlemmere
- Michael Amott – Guitar (1988-1991)
- Matti Kärki – Vokal (1989-1991)
- Fred Estby – Trommer (1989-1991)
- David Blomqvist – Guitar (1989-1991)
- Johnny Dordevic – Bas (1989-1991)
- Johan Liiva – Bas, vokal (1988)
- Jeppe Larsson – Trommer (1988)

## Fodnoter
1. ↑  Carnage på Encyclopaedia Metallum